# Юліан Корнхаузер
Юліан Корнхаузер (пол. Julian Kornhauser; нар. 20 вересня 1946 року, Гливиці) – польський поет, прозаїк, літературний критик, есеїст, автор дитячих книг, знавець і перекладач сербської та хорватської літератури, співзасновник літературної групи «Тераз», професор гуманітарних наук, академічний викладач Ягеллонського університету. Він є одним із найвідоміших представників поетичної Нової хвилі 1970-х років.

## Біографія
Син краківського єврея Якуба Корнхаузера,  в'язня таборів у Плашуві, Нацвайлері, Неккарелці і Дахау (1913–1972) та сілезки з Хожова Малгожати Гломбік (1914–1987). Закінчив 5-ту загальну середню школу в Гливиці. Здобув ступінь магістра в Ягеллонському університеті (1970; сербські та хорватські студії). Там же здобув докторський ступінь у 1975 році, габілітацію в 1982 році (на основі книги «Sygnalizm: propozycja serbskiej poezji eksperymentalnej»), а в 1996 році Президент Республіки Польща присвоїв йому академічне звання професора.
Юліан Корнхаузер одружений з польською філологинею Алісією Войною-Корнхаузер і має двох дітей. Дочка Агата — філолог-германіст, у 2015 році вона стала Першою леді Республіки Польща як дружина Анджея Дуди. Син, доктор Якуб Корнхаузер — літературознавець, викладач Ягеллонського університету, перекладач і поет.
Внаслідок геморагічного інсульту, перенесеного у 2008 році, професор Юліан Корнхаузер страждає на афазію та параліч правої сторони тіла. Він відійшов від професійної та творчої роботи, а також від громадського життя. Після років мовчання, у 2015 році він опублікував два вірші в щомісячнику «Творчість» (№ 12): «Станіславу Баранчаку» та «Powidła».

### Професійна кар'єра
Працював в Інституті слов'янської філології Ягеллонського університету з 1970 року, послідовно на посадах асистента (1970–1972), старшого асистента (1972–1977), доцента (1977–1984), доцента (1984–1993), доцента Ягеллонського університету (1993–1996), доцента (1997–2001) та професора з 2002 року до виходу на пенсію у 2010 році. У 1987–1988 та 1990–1991 роках заступник директора, а в 1993–2002 роках директор Інституту слов'янської філології Ягеллонського університету. У 1991–1993 роках він очолював кафедру слов'янських літератур в Інституті польської філології Університету Янгола (IFS UJ), а в 1997–2010 роках – кафедру хорватської, сербської та словенської філології в IFS UJ. Він також проводив поетичні майстер-класи на факультеті літературних та мистецьких студій. Крім того, у 2002–2005 роках він був керівником кафедри славістики в Інституті польської філології Опольського університету.
Корнхаузер був членом кількох комісій Польської академії наук та Польської академії наук і мистецтв, а також заступником голови Ради польської мови при Президії Польської академії наук та членом Комітету славістичних студій Польської академії наук. З 2001 року він був головним редактором «Pamiętnik Słowiański». У 2002–2005 роках він був членом Сенату Ягеллонського університету, у 2005–2008 роках він був директором докторантури на філологічному факультеті Ягеллонського університету. У 2006–2013 роках він був членом журі Центральноєвропейської літературної премії Angelus (у 2008–2013 роках його замінював у журі Якуб Корнхаузер). Член SPP та Пен-клубу.
Спеціалізується на хорватських та сербських літературних та культурологічних дослідженнях 20-го століття, історії польської літератури після 1945 року, а також на перекладознавстві та компаративістиці (переважно поезії та літературного життя). Він є автором понад трьохсот публікацій (включаючи 14 наукових монографій та томів літературно-критичних есеїв). Він був керівником шести докторських дисертацій з гуманітарних наук.

### Репресії за часів Польської Народної Республіки
Збірка віршів Юліана Корнхаузера «Забойство» 1973 року, яка містила вірші, відхилені цензурою, була одним із перших польських самвидавів. У 1975 році він підписав «Лист 59» – протест польських інтелектуалів проти змін до конституції Польської Народної Республіки, зокрема проти включення провідної ролі Польської об’єднаної робітничої партії та вічного союзу з СРСР.
Його слідство проводилося в рамках SOR "Myśliciel" KR 14382 за підписання Листа 59, публікацію його текстів у підпільному тиражі та їх розповсюдження, а також за підтримку контактів з колами, що входять до складу Комітет Оборони Робітників. Служба безпеки перешкоджала публікації його праць та просуванню по службі в університеті. Після оголошення воєнного стану його інтернували з 15 по 24 грудня 1981 року.

## Творчість
Його дебют відбувся в щомісячнику «Поезія» та в молодіжному альманасі «Іскієр» у 1967 році. З 1968 по 1975 рік він був членом поетичного гуртка «Тераз». У 1981–1983 роках він був співредактором щомісячника «Письмо», потім був співавтором андеграундного журналу «НаГлос», де публікував свою прозу та інтерпретував свою поезію. У 1990-х роках він публікував есеї та рецензії в «Газеті Виборчій » та «Тигоднику Повшечному », у 2000-х роках також публікувався в «Дзінніку Польська-Європа-Світ» та «Речі Посполитій». Він регулярно співпрацює з культурною та літературною пресою, є членом редакційної колегії «Kwartalnik Artystyczny», був членом редакційної колегії «Dekada Literacka», а також публікував літературну критику, вірші та переклади у «Twórczość», «Odra», «Literatura na Świecie», «Teksty Drugie» та інших. Юліан Корнхаузер був темою, серед іншого, монографічного випуску літературного журналу «Topos» (№ 3/2006). У 2016 році було опубліковано великий критичний том, присвячений рецепції Юліана Корнхаузера, під назвою «Rzeczy do nazwania». Навколо Корнгаузера (ред. Адріан Ґлен , Якуб Корнгаузер , WBPiCAK, Познань 2016), а також величезний обсяг понад сімсот сторінок «Зібраних віршів» (ред. Адріан Ґлен, Якуб Корнгаузер, WBPiCAK, Познань 2016).

### Поезія
- Nastanie święto i dla leniuchów (Warszawa, Wydawnictwo „Iskry”), 1972
- W fabrykach udajemy smutnych rewolucjonistów (Kraków, Wydawnictwo Literackie), 1973
- Zabójstwo (Kraków, wyd. własne poza cenzurą), 1973
- Stan wyjątkowy (Warszawa, Państwowy Instytut Wydawniczy), 1978
- Zjadacze Kartofli (Kraków, Wydawnictwo Literackie), 1978
- Zasadnicze trudności (Warszawa, Spółdzielnia Wydawnicza „Czytelnik”), 1979
- Każdego następnego dnia (Kraków, ABC), 1981
- Hurrraaa! (Kraków, Wydawnictwo Literackie), 1982
- Inny porządek: 1981–1984 (Kraków, Oficyna Literacka), 1985
- Za nas, z nami (Warszawa, Czytelnik), 1985
- Wiersze z lat osiemdziesiątych (Kraków, Wydawnictwo Literackie), 1991
- Kamyk i cień (Poznań, Wydawnictwo a5), 1996
- Było minęło (Warszawa,Nowy świat), 2001
- Origami (Kraków, Wydawnictwo Literackie), 2007
- Tylko błędy są żywe (Poznań, Wydawnictwo Wojewódzka Biblioteka Publiczna i Centrum Animacji Kultury, 2015.
- Wiersze zebrane (Poznań, Wydawnictwo WBPiCAK), 2016

### Проза
- Kilka chwil (Kraków, Wydawnictwo Literackie), 1975
- Stręczyciel idei (Kraków, Wydawnictwo Literackie), 1980
- Dom, sen i gry dziecięce. Opowieść sentymentalna. (Kraków, Znak), 1995

### Есеї, літературна критика
- Świat nie przedstawiony wraz z Adamem Zagajewskim (Kraków, Wydawnictwo Literackie), 1974
- Od mitu do konkretu. Szkice o modernizmie i awangardzie w poezji chorwackiej (Kraków, Wydawnictwo Literackie), 1978
- Współczesna poezja jugosłowiańska (1941–1970; Wrocław, Zakład Narodowy im. Ossolińskich), 1980
- Sygnalizm – propozycja serbskiej poezji eksperymentalnej (Kraków, Uniwersytet Jagielloński), 1981
- Wspólny język (Jugoslavica; Katowice, Śląsk), 1983
- Światło wewnętrzne (Kraków–Wrocław, Wydawnictwo Literackie), 1984
- Strategie liryczne serbskiej awangardy (Kraków, Towarzystwo Autorów i Wydawców Prac Naukowych „Universitas”), 1991
- Międzyepoka. Szkice o poezji i krytyce. (Kraków, Baran i Suszczyński), 1995
- Postscriptum. Notatnik Krytyczny. (Kraków, Wydawnictwo Literackie), 1999
- Uśmiech Sfinksa. O Poezji Zbigniewa Herberta. (Kraków, Wydawnictwo Literackie), 2001
- Świadomość regionalna i mit odrębności. O stereotypach w literaturze serbskiej i chorwackiej (Kraków, „Scriptum”), 2001
- Poezja i codzienność (Kraków, Wydawnictwo Literackie), 2003

### Дитяча література
- Tyle rzeczy niezwykłych. Wiersze dla Agatki. (Kraków, Wydawnictwo Literackie), 1981
- Księżyc jak mandarynka (Kraków, Wydawnictwo Literackie), 2003

## Нагороди
- Премія Фонду Косцєльського (1975)
- Поетична премія імені А. Бурси (1981)
- Європейська премія з літератури (Югославія, 1989)
- Премія Польської асоціації перекладачів (1997)
- Нагорода міста Кракова (1998)
- Золотий Хрест Заслуги (1999)
- Премія «Книга місяця Кракова» (за книгу «Postscriptum. Критичний зошит», грудень 1999)
- Номінація на Вроцлавську поетичну премію Сілезіуса 2008 у категорії «Книга року» за збірку «Орігамі»
- Вроцлавська поетична премія «Сілезіус» 2016 року за досягнення всього життя
- Міжнародна поетична премія Балатона (Угорщина, 2016)
- Звання Посла польської мови в письменстві (2017)
- Почесний доктор Опольського університету (2022)